# Ridda-Kriege

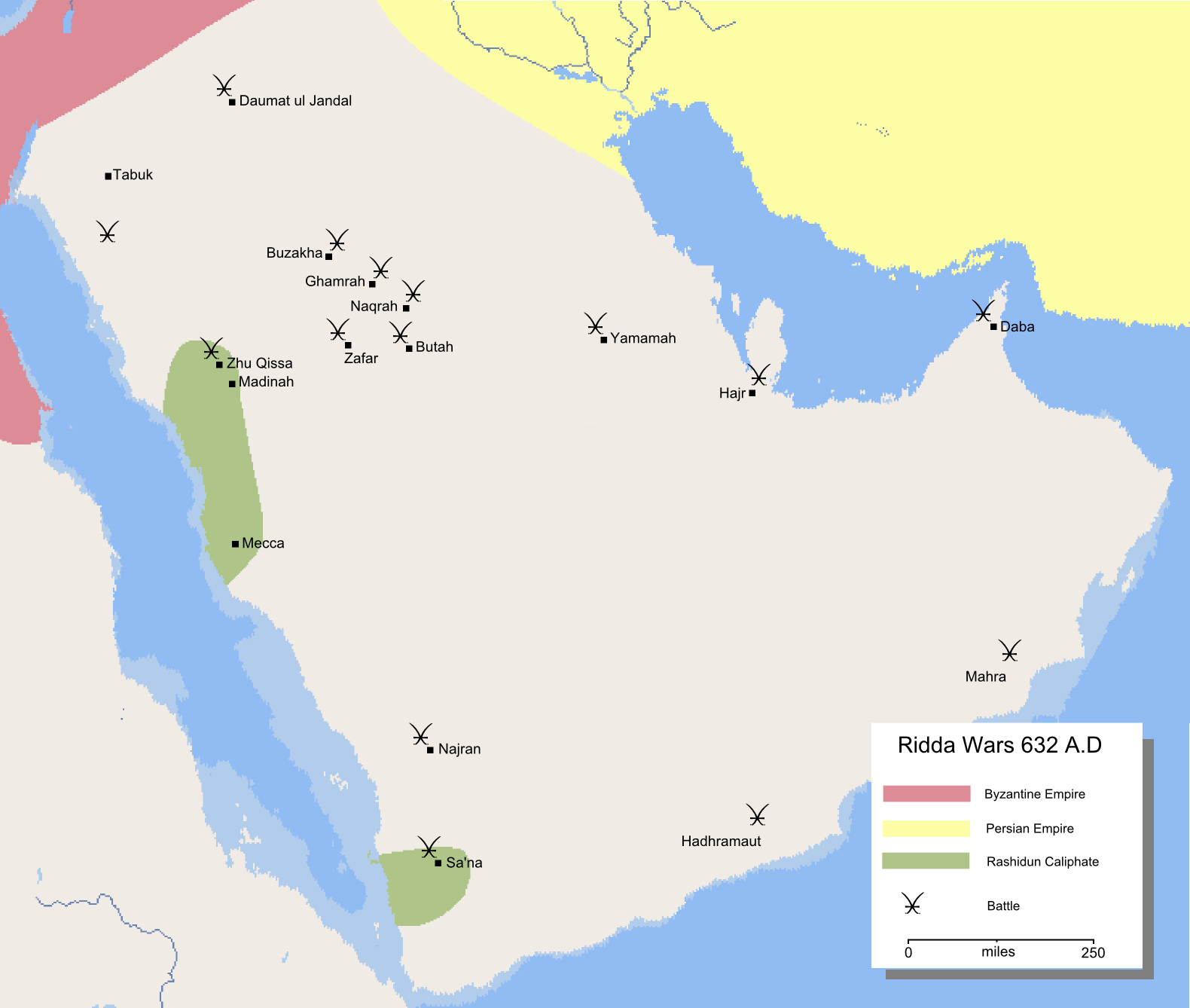
Schauplätze der Riddakriege

Als Ridda-Kriege (arabisch حروب الردة, DMG ḥurūb ar-ridda) werden die Feldzüge bezeichnet, die Abū Bakr, der erste Kalif, zur Unterwerfung der arabischen Stämme führte, die sich nach dem Tod Mohammeds im Jahre 632 vom Islam abgewandt hatten. Ridda („Apostasie“, „Abfall“) ist hierbei die Bezeichnung für die breite Absetzbewegung, die nach Mohammeds Tod unter den arabischen Stämmen eingesetzt hatte. Erst der Sieg der Muslime in den Ridda-Kriegen und die endgültige Unterwerfung der an der Ridda-Bewegung beteiligten Stämme schuf die Voraussetzung für die Expansion des islamischen Staates über die Arabische Halbinsel hinaus.

## Die Ridda-Bewegung
In vielen Fällen äußerte sich die Ridda darin, dass Stämme die Zahlung der Almosensteuer Zakāt verweigerten. Sie beriefen sich darauf, dass ihre Treuepflicht alleine Mohammed, nicht aber seinem Nachfolger Abū Bakr gelte, was nach den Stammesgesetzen üblich war. In anderen Fällen hatte die Ridda mit lokalen Machtkämpfen zu tun: Gruppen, die mit dem Staat von Medina zusammengearbeitet hatten, wurden nach dem Tode Mohammeds und dem kurzzeitigen Machtverlust der Quraisch von anderen Gruppen, die schon immer der Einmischung von außen kritisch gegenüber gestanden hatten, verdrängt. Im Jemen hatte diese Absetzbewegung schon vor dem Tode Mohammeds eingesetzt. Hier hatten im März 632 Männer aus dem Stamm Madhhidsch unter der Führung eines gewissen ʿAbhala, der auch al-Aswad („der Schwarze“) genannt wurde, die von Mohammed entsandten Vertreter, darunter auch Chālid ibn Saʿīd, vertrieben, den mit Medina kooperierenden persischen Herrscher Schahr ermordet, und weite Gebiete des Landes unter ihre Herrschaft gebracht.
Teilweise hatte die Ridda-Bewegung auch eine religiöse Dimension, denn viele der Anführer der Bewegung traten als Propheten oder Priester auf. Al-Aswad al-ʿAnsī, der Stammesführer, der sich im Jemen etablierte, aber noch vor Mohammeds Tod beseitigt wurde, predigte wie dieser im Namen Allāhs und praktizierte Formen von Zauberei. Bei dem Stamm der Banū Hanīfa, der in der ostarabischen Yamāma lebte, tat sich der Prophet Musailima hervor, der ebenfalls in seinen Lehren monotheistische Anklänge zeigte, indem er im Namen Rahmāns predigte. Im zentralarabischen Nadschd-Gebiet traten sogar zwei Propheten auf, im Norden bei den Asad-Beduinen Tulaiha und im Süden bei den Tamīm die Prophetin Sadschāh.

## Verlauf der Kriege
Als nach dem Herrschaftsantritt Abū Bakrs Delegationen verschiedener arabischer Stämme in Medina eintrafen, die die Zakāt verweigerten, verwies Abū Bakr darauf, dass die Zahlung der Steuer ein fundamentales religiöses Gebot sei, die Weigerung also ein Abfall vom Glauben. Im September 632 zog er mit einer kleinen Armee aus Muhādschirūn und Ansār zu dem Ort Dhū l-Qassa und sandte Boten zu einigen loyalen Stämmen, um sie um Unterstützung zu bitten. Al-Wāqidī berichtet, dass Abū Bakr, während er mit seinen Leuten in Dhū l-Qassa lagerte, von Chāridscha ibn Hisn al-Fazārī überfallen wurde. Die Muslime, die der Überfall völlig überraschend traf, zerstreuten sich und brauchten lange, bis sie sich wieder sammeln konnten. Nachdem sie Chāridscha in die Flucht geschlagen hatten, trafen Abteilungen von den Stämmen Aslam, Ghifār, Muzaina, Aschdschaʿ, Dschuhaina und Kaʿb in Dhū l-Qassa ein.
Nach dem Bericht von Saif ibn ʿUmar sandte Abū Bakr in Dhū l-Qassa elf Armeen, die die abtrünnigen arabischen Stämme unterwerfen sollten. Die wichtigste dieser Armeen war diejenige von Chālid ibn al-Walīd, der mit seinen Truppen zunächst gegen Tulaiha und dann gegen den abtrünnigen Stammesfürsten und Dichter Mālik ibn Nuwaira kämpfen sollte. Er siegte etwa einen Monat später gegen die Truppen von Tulaiha, richtete im Spätherbst 632 Mālik ibn Nuwaira hin und fügte im Frühjahr 633 in der Ebene ʿAqrabāʾ in der Yamāma den Truppen der Banū Hanīfa unter der Führung von Musailima eine vernichtende Niederlage bei.
Eine andere Kampffront befand sich in dem Bahrain genannten Teil Ostarabiens. Hier kämpfte der von den Muslimen eingesetzte Gouverneur al-ʿAlāʾ ibn al-Hadramī zusammen mit Angehörigen der Tamīm gegen eine Koalition verschiedener Stämme, die unter der Führung eines gewissen Hutam standen und die Orte Qatīf und Hadschar unter ihre Kontrolle gebracht hatten. Die Aufständischen wurden auf dem Festland besiegt und flohen auf die Insel Dārīn im Persischen Golf, die aber wenig später ebenfalls von den Muslimen eingenommen wurde.
Bei den Azd in Oman waren nach dem Tode Mohammeds die zwei Brüder aus der Dschulandā-Familie, Dschaifar und ʿAbd, die ein Bündnis mit Medina geschlossen hatten, durch ihren früheren Rivalen Laqīt ibn Mālik al-ʿĀtiqī verdrängt worden. Es waren hier die beiden mekkanischen Feldherren Hudhaifa ibn Mihsan und ʿIkrima, der Sohn von Abū Dschahl, die der medinafreundlichen Partei zu Hilfe kamen und die beiden Brüder aus der Dschulandā-Familie erneut in ihre Rechte einsetzten. Während Hudhaifa als Vertreter Medinas in Oman verblieb, zog ʿIkrima nach Mahra und Jemen weiter, um dort gegen Aufständische zu kämpfen.
In den Jemen entsandte Abū Bakr den Mekkaner al-Muhādschir ibn Abī Umaiya, um die dortige Absetzbewegung zu zerschlagen, die schon zu Lebzeiten des Propheten begonnen hatte. Er zog über Mekka und Taif durch das Territorium der Badschīla nach Nadschran und rekrutierte in den Gebieten, die er durchquerte, weitere Kämpfer. Zusammen mit ihnen und den von Mahra herübergekommen Truppen ʿIkrimas gelang es ihm, Qais ibn al-Makschuh, der sich nach dem Tod von al-Aswad in Sanaa eingerichtet hatte, zu besiegen. Außerdem ging al-Muhādschir gegen den aufständischen Stamm der Kinda vor. Von Sanaa aus zog er im Jahre 633 ostwärts in Richtung Hadramaut und half dem dortigen muslimischen Gouverneur Ziyād ibn Labīb bei der Niederschlagung eines kinditischen Aufstands, der von al-Aschʿath ibn Qais angeführt wurde. Mit der Einnahme seiner Festung an-Nudschair endete die arabische Absetzbewegung im Jemen.

## Belege
1. ↑  Vgl. Shoufany: Al-Riddah and the Muslim Conquest of Arabia. 1973, S. 95.
2. ↑  Vgl. W. Montgomery Watt: „Al-Aswad“ in The Encyclopaedia of Islam. New Edition Bd. I, S. 728a.
3. ↑  Vgl. Lecker: „al-Ridda“. S. 692a.
4. ↑  Vgl. Shoufany: Al-Riddah and the Muslim Conquest of Arabia. 1973, S. 112–115
5. ↑  Vgl. Shoufany: Al-Riddah and the Muslim Conquest of Arabia. 1973, S. 117–131.
6. ↑  Vgl. Lecker 694a.
7. ↑  Vgl. Shoufany: Al-Riddah and the Muslim Conquest of Arabia. 1973, S. 134–136.
8. ↑  Vgl. Shoufany: Al-Riddah and the Muslim Conquest of Arabia. 1973, S. 138.
9. ↑  Vgl. Lecker 693b.
10. ↑  Vgl. G. R. Smith: Art. „an-Nudjair“ in The Encyclopaedia of Islam. New Edition Bd. VIII, S. 97.